# Gottlieb Johanning
Gottlieb Johanning (* 6. November 1866 in Ohrsen (Stadt Lage (Lippe)); † 22. Januar 1930 in Billinghausen (Stadt Lage/Lippe)) war ein deutscher Landwirt und Mitglied des Landtags Lippe.

## Leben
Nach seiner Schulausbildung und Besuch der Landwirtschaftsschule in Herford war Gottlieb Johanning auf mehreren Gütern als Lehrling bzw. als Verwalter tätig. Nach seiner Heirat im Jahre 1899 erwarb er in der Provinz Posen ein Gut, das er über einen Zeitraum von 10 Jahren bewirtschaftete. 1910 übernahm er  den Landwirtschaftsbetrieb seiner Schwiegereltern in Billinghausen.
Von 1925 an hatte er als Mitglied der Deutschnationalen Volkspartei ein Mandat für  den Lippischen Landtag, wo er im Landtagsausschuss und Landtagshauptausschuss einen Sitz hatte. Nach seinem Tode übernahm der Landwirt Ernst Schlinkmeier aus Wendlinghausen sein Mandat.

### Öffentliche Ämter
- Vorsitzender des landwirtschaftlichen Hauptvereins